# Eccellenza Trentino-Alto Adige 1996-1997
Il campionato di Eccellenza Trentino-Alto Adige 1996-1997 è stato il sesto organizzato in Italia. Rappresenta il sesto livello del calcio italiano.
Questo è il campionato regionale della regione Trentino-Alto Adige (anche noto in tedesco come Oberliga, letteralmente "lega superiore").

## Squadre partecipanti
| Squadra                 | Città                |
| ----------------------- | -------------------- |
| U.S. Anaune             | Cles (TN)            |
| S.S. Benacense Riva     | Riva del Garda (TN)  |
| U.S. Borgo              | Borgo Valsugana (TN) |
| F.C. Bolzano 1996       | Bolzano (BZ)         |
| S.S.V. Brixen           | Bressanone (BZ)      |
| U.S. Comano Terme       | Comano Terme (TN)    |
| S.S. Condinese          | Condino (TN)         |
| U.S. Fiavè              | Fiavé (TN)           |
| A.C. Mezzocorona        | Mezzocorona (TN)     |
| U.S. Mori Santo Stefano | Mori (TN)            |
| U.S. Rovereto           | Rovereto (TN)        |
| U.S. Salurn Raiffeisen  | Salorno (BZ)         |
| Südtirol-Alto Adige     | Bressanone (BZ)      |
| S.V. Tramin             | Termeno (BZ)         |
| U.S. C.R. Villazzano    | Trento (TN)          |
| A.C. Virtus Don Bosco   | Bolzano (BZ)         |

## Classifica finale
|  | Pos. | Squadra             | Pt | G  | V  | N  | P  | GF | GS | DR  |
|  | ---- | ------------------- | -- | -- | -- | -- | -- | -- | -- | --- |
|  | 1.   | Südtirol-Alto Adige | 61 | 30 | 16 | 13 | 1  | 44 | 17 | +27 |
|  | 2.   | Benacense 1905      | 54 | 30 | 13 | 15 | 2  | 43 | 25 | +18 |
|  | 3.   | Mezzocorona         | 54 | 30 | 16 | 6  | 8  | 61 | 35 | +26 |
|  | 4.   | Bolzano             | 52 | 30 | 14 | 10 | 6  | 44 | 22 | +22 |
|  | 5.   | Condinese           | 50 | 30 | 13 | 11 | 6  | 43 | 25 | +18 |
|  | 6.   | Villazzano          | 48 | 30 | 13 | 9  | 8  | 39 | 33 | +6  |
|  | 7.   | Rovereto            | 46 | 30 | 11 | 13 | 6  | 25 | 16 | +9  |
|  | 8.   | Brixen              | 40 | 30 | 9  | 13 | 8  | 36 | 26 | +10 |
|  | 9.   | Fiavè               | 36 | 30 | 7  | 15 | 8  | 26 | 29 | -3  |
|  | 10.  | Mori Santo Stefano  | 36 | 30 | 9  | 9  | 12 | 31 | 38 | -7  |
|  | 11.  | Salurn              | 33 | 30 | 7  | 12 | 11 | 29 | 38 | -9  |
|  | 12.  | Comano Terme        | 32 | 30 | 7  | 11 | 12 | 28 | 43 | -15 |
|  | 13.  | Tramin              | 30 | 30 | 6  | 12 | 12 | 19 | 39 | -20 |
|  | 14.  | Anaune              | 24 | 30 | 6  | 6  | 18 | 22 | 37 | -15 |
|  | 15.  | Virtus Don Bosco    | 22 | 30 | 3  | 13 | 14 | 19 | 52 | -33 |
|  | 16.  | Borgo               | 13 | 30 | 1  | 10 | 19 | 24 | 58 | -34 |

## Spareggi

### Spareggio 2º posto
| Squadra 1      | Risultato | Squadra 2   |
| -------------- | --------- | ----------- |
| Benacense 1905 | 1 - 0     | Mezzocorona |

| ??? 1997 | Benacense 1905 | 1 – 0 | Mezzocorona |  |